# Rhagioforma maculipennis
Rhagioforma maculipennis är en tvåvingeart som först beskrevs av Krober 1914.  Rhagioforma maculipennis ingår i släktet Rhagioforma och familjen stilettflugor. Inga underarter finns listade i Catalogue of Life.